# UFC 184
UFC 184: Rousey vs. Zingano foi um evento de artes marciais mistas promovido pelo Ultimate Fighting Championship, ocorrido em 28 de fevereiro de 2015 no Staples Center em Los Angeles, nos Estados Unidos.

## Background
O evento principal seria a disputa entre o atual campeão Chris Weidman e o desafiante Vitor Belfort pelo Cinturão Peso Médio do UFC, porém Weidman sofreu uma lesão e está fora do combate do UFC 184.
Agora, atual campeã Ronda Rousey e a desafiante Cat Zingano, que fariam o coevento principal, fizeram a luta principal do evento pelo Cinturão Peso Galo Feminino do UFC.
Uma luta entre Neil Magny e o veterano retornando ao UFC, Josh Koscheck, aconteceria no evento, porém a organização mudou de ideia e decidiu colocar o também veterano Jake Ellenberger no card.
Uma luta entre Mark Muñoz e Caio Magalhães foi brevemente ligada ao card, mas cancelada no dia seguinte por causa de uma lesão antiga de Magalhães. O retornante ao UFC Roan Carneiro entrou em seu lugar.

## Card oficial
Nota 1 Pelo Cinturão Peso Galo Feminino do UFC. 

Nota 2 Roman Salazar não conseguiu continuar na luta uma vez que o dedo do adversário atingiu seu olho. Como não alcançou o terceiro round, o combate foi declarado sem resultado.

## Bônus da noite
- Performance da Noite:  Ronda Rousey,  Jake Ellenberger,  Tony Ferguson e  Tim Means